# Tang Taizong
Tang Taizong (zijn persoonlijke naam was Li Shimin) (598 – 10 juli 649) was de tweede keizer van de Chinese Tang-dynastie. Hij regeerde van 626 tot 649. 

## Achtergrond
Li Shimin was de tweede zoon van Li Yuan (566-635), de stichter van de Tang-dynastie. De Li-clan was een aristocratische familie van gemengde Chinese, Xianbei en Turkse afkomst. Li Yuan was vanaf 615 garnizoenscommandant in Taiyuan, in het noorden van China. Onder het bewind van keizer Yangdi (569-618) begon de macht van de Sui-dynastie te desintegreren. Overal in het rijk brak rebellie uit. In 617 kwam ook Li Yuan in opstand en bezette hij samen met zijn zonen Li Jiancheng (de oudste) en Li Shimin de Sui-hoofdstad Daxingcheng (het latere  Chang'an). Het jaar daarop riep Li Yuan zich uit tot eerste keizer van de nieuwe Tang-dynastie. Als keizer staat Li Yuan bekend onder zijn tempelnaam Gaozu. 
Het duurde tot ongeveer 624 totdat Gaozu de macht over het hele rijk had veroverd. Li Shimin onderscheidde zich in deze machtsstrijd als een bekwaam legeraanvoerder. In 621 overwon Li Shimin in de Slag bij Hulao en veroverde hij de tweede hoofdstad van het rijk, Luoyang, op de voormalige Sui-generaal Wang Shichong.  De macht van de nieuwe dynastie werd vervolgens vanaf 623 bedreigd door invallen van de Göktürken. Gaozu probeerde zonder veel succes deze invallers af te kopen. 
Gaozu had zijn oudste zoon Li Jiancheng (589-626) als troonopvolger aangewezen, maar in 626 pleegde Li Shimin een paleiscoup. Li Shimin zette zijn vader gevangen en doodde zijn twee broers. Onder de tempelnaam Taizong ('Grote Voorouder') besteeg hij zelf de troon.

## Regering
In zijn eerste regeringsjaren probeerde Taizong de ongunstige indruk die zijn gewelddadige machtsgreep had opgewekt te compenseren door zich als een voorbeeldige confuciaanse heerser te presenteren. Hij omringde zich met bekwame, in de confuciaanse leer geschoolde bestuurders uit vooraanstaande families. Taizong blies het examenstelsel nieuw leven in om zich te verzekeren van talentvolle bestuurders. Voorts richtte hij verschillende instituten op ter bevordering van de geschiedschrijving, de Chinese kalligrafie en de literatuur. Hoewel Taizong geen aanhanger van het boeddhisme was, werd de beroemde monnik Xuanzang (602-664) na diens terugkeer van zijn veertienjarige bedevaart naar India met alle egards ontvangen. Xuanzang schreef aan het hof zijn befaamde geschrift Da Tang Xiyu ji ("Reisverslag van de streken ten westen van het Tang-keizerrijk"). 

## Expansie
Taizong kon profiteren van verdeeldheid onder de Göktürken om zijn machtsgebied uit te breiden. Het Göktürkse rijk was uiteengevallen in een oostelijke en westelijke helft. De oostelijke helft kampte met rebellie tegen de khan en hevige sneeuwval in 627 decimeerde de veestapel. Taizong wist in de periode 627-630 met behulp van Turkse bondgenoten het oostelijke rijk te vernietigen en in te lijven bij het Chinese rijk. De overwonnen Turkse stammen verleenden hem de titel 'Hemelse Khan'. Zijn gemengd Chinees-barbaarse afkomst hielp om de loyaliteit van de steppebewoners te winnen. Taizong droeg de titel 'Hemelse Khan' naast de traditionele benaming Zoon van de Hemel voor de keizer van het Chinese rijk. De Turkse stammen vestigde hij in de Ordoswoestijn in de bocht van de Gele Rivier. 
In de jaren 630 voerde Taizong een jarenlange oorlog tegen de westelijke Göktürken, die de regio tussen Gansu en het Perzische rijk van de Sassaniden beheersten. In 642 zegevierde Taizong ook over de westelijke Göktürken, die hem ook als hun opperheerser erkenden. Taizong heerste hierdoor over het grootste Chinese rijk sinds de Han-dynastie. De Tang-dynastie controleerde daarmee ook een groot deel van de Zijderoute. De handelscontacten met het westen stimuleerden de Chinese economie, en brachten daarnaast een culturele uitwisseling tussen China en het westen tot stand, die de Tang-periode tot de meest kosmopolitische uit de Chinese geschiedenis maakte. 
Net als bij zijn voorganger Sui Yangdi dreigde de regering van Taizong echter in een anti-climax te eindigen door mislukte campagnes om het Koreaanse koninkrijk Koguryo te veroveren. De mislukkingen in de jaren 640 leidden tot onrust in het Chinese rijk, maar Taizong stierf voordat zijn reputatie grote schade had opgelopen. Onder zijn opvolger Gaozong werd Koguryo alsnog ingelijfd bij het Chinese rijk. 